# Акт о капитуляции Пакистана
Акт о капитуляции Пакистана (бенг. পাকিস্তানের আত্মসমর্পণের দলিল, Pākistānēr Atmasamarpaṇēr Dalil, англ. Instruments of Surrender Of Pakistan Forces In Dacca) был подписан 16 декабря 1971 г. представителем соединённых вооружённых сил Индии и Бангладеш, с одной стороны, и вооружённых сил Пакистана в Бангладеш, с другой, завершив, таким образом, Войну за независимость Бангладеш.
Юридически подписание Акта означало безоговорочную капитуляцию всех пакистанских вооружённых сил в Восточном Пакистане, численностью свыше 93 000 человек, и прекращение военных действий между Индией и Пакистаном на восточном театре военных действий. Фактически Акт означал создание на территории Восточного Пакистана нового суверенного государства Бангладеш. На следующий день,17 декабря 1971 г., Индия официально объявила о прекращении огня и на западном театре войны, на территории Пакистана, таким образом, Акт о капитуляции стал завершением и Третьей индо-пакистанской войны.
Капитуляция столь крупной воинской группировки оказалась крупнейшей со времени окончания Второй мировой войны 16 декабря отмечается как День Победы, — национальный праздник Бангладеш; и как Виджай Дивас (День Победы) в индийском военном календаре.

## Церемония капитуляции

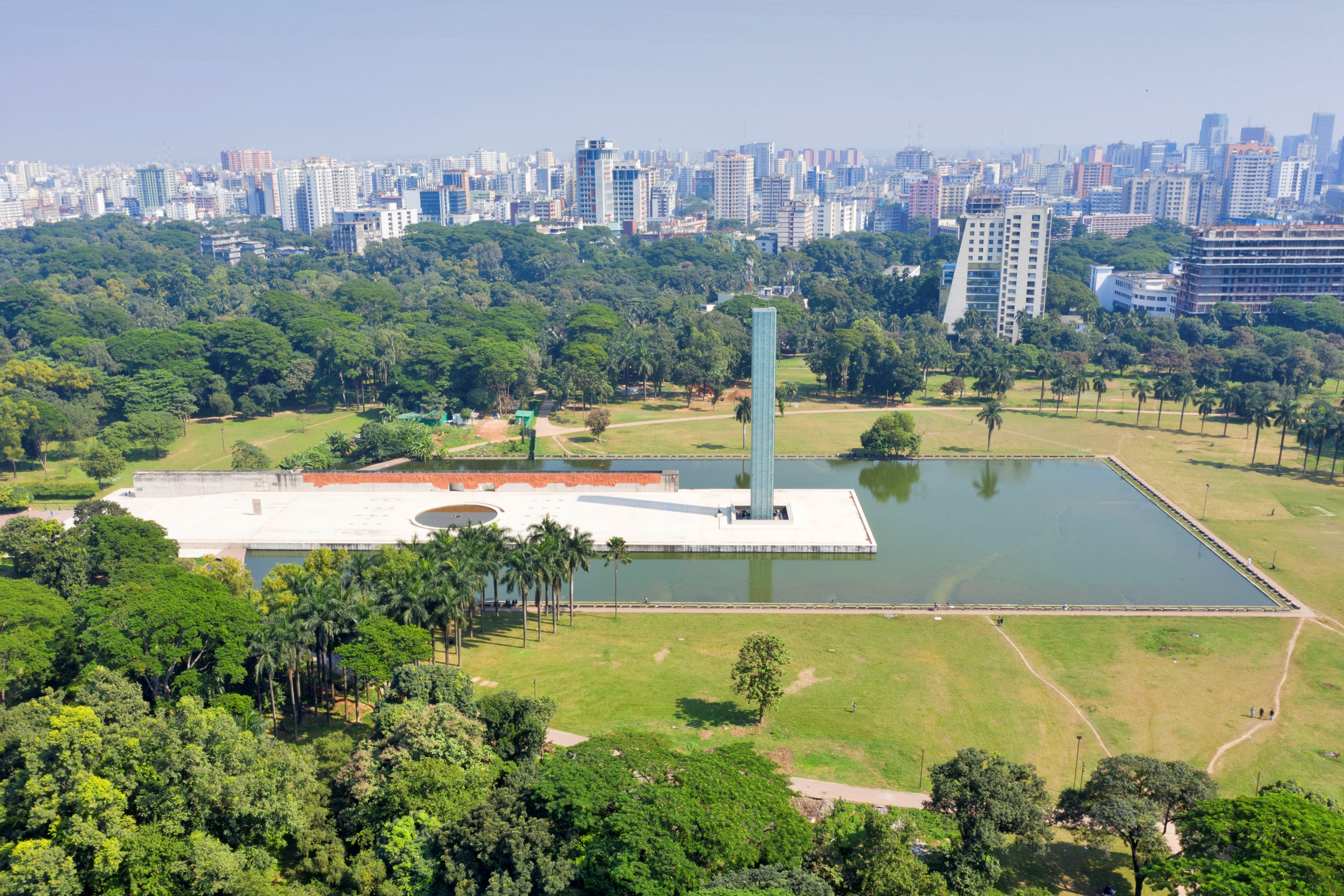
(Монумент Независимости) в Сухраварди Удян (бывший ипподром Рамна); установлен на месте, где был подписан Акт о капитуляции Пакистана.

Церемония сдачи состоялась 16 декабря 1971 года в саду ипподрома Рамна в Дакке (тогда — столице Восточного Пакистана, ныне столице Бангладеш). Командующий вооружёнными силами в Восточном Пакистане, генерал-лейтенант Амир Абдулла Хан Ниязи́ сдал командование генерал-лейтенанту Джагджиту Сингху Авроре, главнокомандующему соединёнными вооруженными силами Индии и Бангладеш. Заместитель начальника штаба вооруженных сил Бангладеш, командир авиации А. К. Хандкер, представлял при капитуляции Временное правительство Бангладеш.
В качестве свидетелей со стороны Пакистана соглашение подписали: командир Восточного военно-морского командования Пакистана, контр-адмирал Мохаммад Шариф; представитель штаба Восточной группы ВВС Пакистана, вице-маршал авиации Патрик Каллаган. Командующий Индийским IV корпусом генерал-лейтенант С. Сингх, командир Восточного воздушного командования Индии маршал авиации Х. Деван, а также начальник штаба Восточного командования Индии генерал-майор Д. Джейкоб, выступили свидетелями со стороны Индии. 
Аврора принял капитуляцию молча, в то время как толпа, заполнившая ипподром, узнав об обмене документами, безудержно радовалась концу войны.

## Текст капитуляции
Текст Акта о капитуляции Пакистана является публичной собственностью правительств Индии, Бангладеш и Пакистана; сам документ хранится в Национальном музее в Нью-Дели. Текст документа был следующий:
| Восточное командование Пакистана соглашается передать все вооруженные силы Пакистана в Бангладеш генерал-лейтенанту Джагджиту Сингху Авроре, главнокомандующему силами Индии и Бангладеш на Восточном театре военных действий. Капитуляция включает в себя все сухопутные, воздушные и военно-морские силы Пакистана, а также все военизированные силы и гражданские вооруженные силы. Эти силы сложат оружие и сдадутся в местах, где они в настоящее время расположены, ближайшим регулярным войскам, находящимся под командованием генерал-лейтенанта Джагджита Сингха Авроры. Восточное командование Пакистана подчиняется приказам генерал-лейтенанта Джагджита Сингха Авроры, как только документ будет подписан. Неповиновение приказам будет рассматриваться как нарушение условий сдачи и будет рассматриваться в соответствии с принятыми законами и обычаями ведения войны. Решение генерал-лейтенанта Джагджита Сингха Аврора будет окончательным, если возникнут какие-либо сомнения в толковании условий капитуляции. Генерал-лейтенант Джагджит Сингх Аврора торжественно заверяет, что со сдавшимися в плен будут обращаться с достоинством и уважением, на которые солдаты имеют право в соответствии с положениями Женевской Конвенции, и гарантирует безопасность и благополучие всех тех военных и полувоенных сил Пакистана, кто сдастся. Защита будет обеспечиваться иностранным гражданам, этническим меньшинствам и персоналу из Западного Пакистана силами под командованием генерал-лейтенанта Джагджита Сингха Аврора. | |
| <подпись> | <подпись> |
| (Джагджит Сингх Аврора) Генерал-лейтенант Главнокомандующий силами Индии и Бангладеш на восточном фронте 16 декабря 1971 | (Амир Абдула Хан Ниязи) Генерал-лейтенант Военный комендант в Зоне Б, начальник Восточного командования (Пакистан) 16 декабря 1971 |